# Куликов, Леонид Иванович

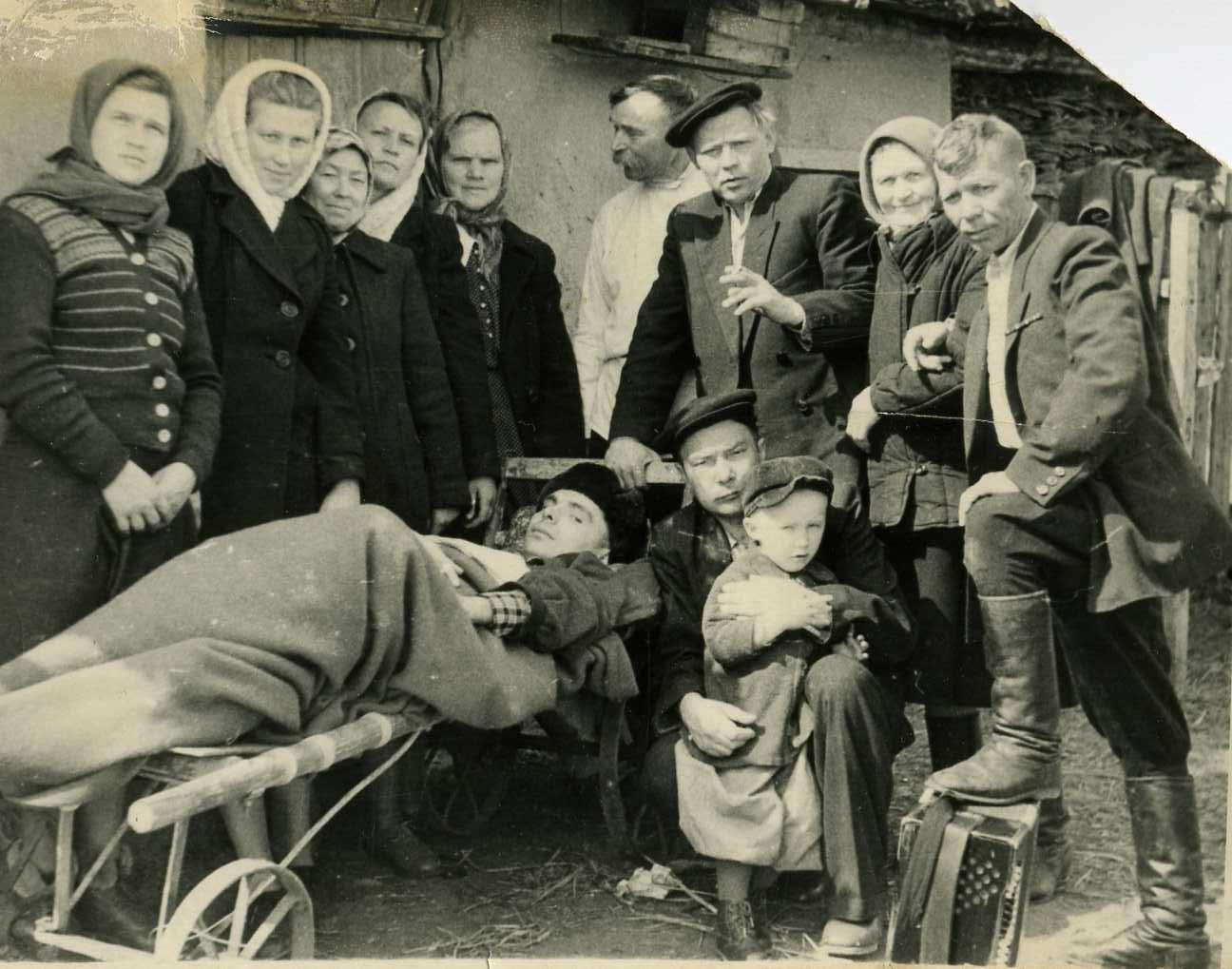
Л. И. Куликов (лежит на тележке) в с. Половинном. 5-я слева стоит Куликова Антонина Семёновна — мать Леонида. 1954—1955 гг.

Леонид Иванович Куликов (7 августа 1924, Голчаново, Иваново-Вознесенская губерния — 5 сентября 1980, Курган) — детский советский поэт.

## Биография
Леонид Иванович Куликов родился 7 августа 1924 года в деревне Голчаново Новоталицкого сельсовета Ивановской волости Иваново-Вознесенского уезда Иваново-Вознесенской губернии, ныне деревня входит в Новоталицкое сельское поселение Ивановского района Ивановской области, по другим данным — в городе Иваново-Вознесенске той же губернии, ныне город Иваново — административный центр той же области. Мать Антонина Семёновна (1 марта 1902 — 11 сентября 1996) — учитель истории, отец Иван Карпович — юрисконсульт. Дед по линии матери — Семён Александрович Воронин — в царское время был одним из первых рабочих депутатов третьей Государственной Думы.
В 1928 году семья переехала в город Ленинград (ныне Санкт-Петербург), где его родители получили высшее образование.
В 1931 году Куликовы переехали в город Красногвардейск (ныне Гатчина) Ленинградской области. Отец, Иван Карпович, работал юрисконсультом на торфоразработке «Красногвардеиская», а мать, Антонина Семёновна, — завучем курсов десятников и трактористов, затем завуч в школе ФЗУ и в школе № 3.
В 1932 году он пошёл в первый класс базовой начальной школы при педучилище, после окончания которой учился в школе № 3 им. КИМа.
В 1939 году Леонид вступил в ВЛКСМ.
16 февраля 1940 года Леонид заболел — поднялась высокая температура, появилась боль в суставах. Юноша провёл полгода в Ленинградской больнице и с тех пор остался прикованным к постели; подвижными были только руки.
В октябре 1941 года Куликовы были эвакуированы в Сибирь, однако по дороге в Новосибирск 17-летнему Леониду стало плохо, и семью сняли с поезда на станции Шумиха. Куликовы поселились в селе Дудино Усть-Уйского района (ныне Целинного муниципального округа) Курганской области, а затем в селе Половинное того же района, где прожили до 1961 года. Антонина Семёновна преподавала историю в Половинской средней школе. Именно в Половинном Куликов начал писать стихи для детей. Первые его произведения «На пустыре» и «Про кота» были опубликованы в «Пионерской правде» в 1946 году.
За 1951—1970 годы было издано 11 книг Куликова тиражом 1 млн 920 тыс. Всесоюзная фирма «Мелодия» выпустила несколько пластинок с записями его стихов и сказок в исполнении Заслуженной артистки РСФСР Клары Михайловны Румяновой.
Член Союза писателей СССР с 1959 года. Стоял у истоков создания в 1965 году Курганской областной писательской организации.
С 1961 года и до своей кончины Куликов жил вместе с матерью в Кургане. Все эти годы Куликовы дружили со школьниками: они сопровождали поэта в театры и кинотеатры, заказывали ему стихи на определённые темы.
Леонид Иванович Куликов скончался 5 сентября 1980 года в городе Кургане. Похоронен на Новом Рябковском кладбище города Кургана Курганской области.

## Награды
Награды Леонида Куликова:
- Орден «Знак Почёта», 6 августа 1974 года — За заслуги в области советской литературы и в связи с 50-летием со дня рождения
- Юбилейная медаль «За доблестный труд. В ознаменование 100-летия со дня рождения Владимира Ильича Ленина»
- Знак «Отличник народного просвещения РСФСР»
- Значок ЦК ВЛКСМ «За активную работу с пионерами»»

## Память
- Музей в общеобразовательной школе № 26, г. Курган, 2-й микрорайон, 27[8].
- В музее «Зауральская глубинка» МКОУ «Половинская СОШ» хранятся оригиналы рукописей; Курганская область, Целинный муниципальный округ, село Половинное, ул. Школьная, 26
- В 1982 году в Кургане была открыта библиотека имени Куликова, ул. Гоголя, 183.
  - В 2015 году в библиотеке имени Л. И. Куликова установлена скульптура Белочке-умелочке, признанной литературным брендом города Кургана. Автор — художник-монументалист Борис Николаевич Орехов[9].
- В 2020 году установлен памятный стенд у въезда в село Половинное Целинного района, где Куликов проживал с 1941 по 1961 годы[10]. Инициатором установки выступил калининградский журналист Андрей Выползов — 54°41′50″ с. ш. 63°49′32″ в. д.HGЯO[11]
- Мемориальная доска на доме в котором он жил в г. Гатчине с 1931 по 1941 гг., ул. Советская (ныне Соборная), 10/12 — 59°33′58″ с. ш. 30°07′27″ в. д.HGЯO
- Мемориальная доска на доме в котором он жил в г. Кургане с 1961 по 1980 гг., ул. Гоголя, 62 — 55°26′31″ с. ш. 65°20′44″ в. д.HGЯO[12].

## Произведения
- Скоро в школу! [Стихи] / [Илл.: С. С. Алюхин]. Челябинск: Челяб. обл. гос. изд., 1951. — 16 с.
- Кораблики: [Стихи. Для детей] / [Илл.: Г. Ляхин]. Курган: «Красный Курган», 1952. — 40 с., 25 000 экз.
  - [То же]. 2-е изд. Курган: «Красный Курган», 1952. — 40 с., 25 000 экз.
  - [То же]. 3-е изд. Курган: «Красный Курган», 1953. — 40 с., 25 000 экз.
- Как ёжик стал колючим: [Сказка] / [Илл.: С. Я. Савочкин]. Челябинск: Кн. изд, 1955. — 16 с., 100 000 экз.
  - [То же] / [Илл.: Г. Ляхин]. Курган: газ. «Красный Курган», [1957]. — 18 с., 25 000 экз.
- Младшая сестра: [Стихи. Для детей] / [Илл.: Н. А. Пономарёв]. Курган: «Красный Курган», 1956. — 51 с., 25 000 экз.
- Про кота: [Стихи. Для дошкольного возраста] / [Илл.: Л. Зусман]. [М.]: Детгиз, 1956. — [12] с.
  - [То же] / [Илл.: Л. Зусман]. [М.]: Детгиз, 1958. — [12] с., 300 000 экз.
  - [То же] / [Худ. В. Н. Ёлкин]. М.: Детский мир, 1959. — [10] с.
- Храбрый Василёк: [Сказка] / Рис. М. Ткачёва. Челябинск: Кн. изд., 1958. — 16 с.
  - [То же] / [Илл.: М. И. Ткачёв]. [Челябинск: Юж.-Урал. кн. изд-во, 1971]. — [15] c., 300 000 экз.
- Майские флажки: [Стихи. Для дошкольного и младш. школьного возраста] / [Илл.: Г. А. Филатов]. Челябинск: Кн. изд., 1960. — 43 с., 100 000 экз.
- Белочка-умелочка: Сказка / [Илл.: М. В. Майоров]. Курган: газ. «Сов. Зауралье», 1962. — 16 с., 25 000 экз.
  - [То же] / [Илл.: А. В. Гилёв]. Челябинск: Кн. изд, 1963. — 16 с., 100 000 экз.
  - [То же] / Рис. Н. Чарушина. М.: Дет. лит, 1975. — 16 с., 600 000 экз.
  - [То же] / Рис. А. В. Гилёва. Челябинск.: Изд. Марины Волковой, 2012. — 16 с., 3 000 экз.
- Торопей: [Стихи] / [Илл.: Р. И. Габриэлян]. [Челябинск: Кн. изд., 1962]. — 16 с.
  - [То же] / [Илл.: М. Скобелев и А. Елисеев]. [М.]: Сов. Россия, 1963. — [22] с.
  - [То же] / Рис. Т. Бураковой. М.: Дет. лит., 1978. — 32 с.
- Хитрая сорока: Сказки / [Илл.: М. И. Ткачёв]. Челябинск: Юж.-Урал. кн. изд-во, 1964. — 32 с.
- Солнечные зайчики: Стихи и сказки / [Илл.: А. М. Смирнов]. [Челябинск]: Юж.-Урал. кн. изд-во, 1966. — 56, [8] с.
- Стихи. Сказки / [Илл.: Ю. Шубин]. [Челябинск: Юж.-Урал. кн. изд-во, 1973]. — 54 с.
- Сказки: [В стихах] / [Худож. Ю. Г. Шубин]. Челябинск: Юж.-Урал. кн. изд-во, 1979. — 27 с.
- Золотая бабочка: Сказка / [Худож. В. В. и О. А. Штукатуровы]. Челябинск: Юж.-Урал. кн. изд-во, 1982. — 49 с.

### В переводе
- Белочка-умелочка. — Киев (на украинском языке), 1979
- Белочка-умелочка. — Вильнюс (на литовском языке), 1981

## О жизни и творчестве Л. Куликова
- Куликова А. С. О сыне пишу. — Челябинск: Юж. — Ур. кн. изд-во, 1977.
- Кардашева А. Сила духа// Огонек. — 1956. — № 16.
- Васильев С. Поэты Зауралья// Васильев С. Проза про поэзию. — М., 1967.
- Янко М. Д. Поэт для детей// Янко М. Д. Советские писатели Зауралья. — Курган, 1973.
- Безрукова Л. Пока душа жива// Мол. ленинец. — 1974. — 6 и 8 авг.
- Баруздин С. Сказки нашего детства // Дружба народов. — 1974. — № 10.
- Ольдерогге Г. Урок мужества// Революционный держите шаг. — М., 1976.
- Баруздин С. Только ли поучительно? // Дружба народов. — 1978. — № 11.
- Подвиг преодоления: Воспоминания о Л. И. Куликове // Молодой ленинец. — 1984. — 7 авг.
- Насырова Р. С. Творчество и судьба Леонида Куликова // Культура Зауралья: Прошлое и настоящее. Вып.2. — Курган, 1999. — с.216.
- Белоусов А. Искрометное сердце поэта: Леониду Куликову — 75 лет // Тобол. — 2002. — № 2. — с.91.